# Климов, Борис Николаевич (Герой Социалистического Труда)
Борис Николаевич Климов (7 ноября 1928 — 5 апреля 2011) — передовик советского сельского хозяйства, директор совхоза «Станционный» Комсомольского района Кустанайской области, Казахская ССР. Герой Социалистического Труда (1973). Депутат Верховного Совета СССР 8-го созыва.

## Биография
Родился 7 ноября 1928 года в посёлке Павловск, ныне Вилегодского района Архангельской области в русской семье.
После завершения обучения на курсах трактористов в Павловской машинно-тракторной станции, в 1944 году, во время Великой Отечественной войны стал работать здесь же трактористом. С 1946 по 1949 годы обучался в сельскохозяйственном техникуме. После окончания учёбы стал работать механиком Ново-Ивановской МТС Джамбульской области Казахской ССР (Жамбылская область, Казахстан), с 1950 года работал главным инженером Красногорской МТС.
С 1951 по 1954 годы проходил службу в рядах Советской Армии. Служил на Северном и Тихоокеанском флотах. Демобилизовавшись стал обучаться в Ташкентском ирригационном институте, на факультете механизации в городе Алма-Ате. С 1956 года начал работать на должности старшего инженера министерства сельского хозяйства Казахской ССР, в 1957 году стал главным инженером крупного совхоза «Кустанайский» Комсомольского района Кустанайской области. 9 тракторных бригад числилось в этом совхозе и в обработке было 50 тысяч гектар землеугодий.
В 1963 году возглавил совхоз «Станционный» Комсомольского района. В землепользовании этого предприятия находилось 45 тысяч гектар земли. За небольшой период Климов вывел хозяйство в передовые. С 1966 года предприятие являлось постоянным участником Выставок достижений народного хозяйства. За два года 9-й пятилетки совхоз дал государству 3,5 миллионов пудов хлеба.
Указом Президиума Верховного Совета СССР от 10 декабря 1973 года за большие успехи, достигнутые во Всесоюзном социалистическом соревновании, и проявленную трудовую доблесть в выполнении принятых обязательств по увеличению производства и продажи государству зерна и других продуктов земледелия в 1973 году Борису Николаевичу Климову присвоено звание Героя Социалистического Труда с вручением ордена Ленина и золотой медали «Серп и Молот».
В дальнейшем коллектив совхоза во главе с Климовым продолжал добиваться высоких результатов в сельском хозяйстве. В марте 1974 года был избран первым секретарём Фёдоровского райкома Компартии Казахстана. Основной упор в районе был сделан на сельское хозяйство, которое было представлено 12 совхозами и 2 колхозами. С 1989 года находился на пенсии. Избирался депутатом Верховного Совета СССР 8-го созыва, Верховного Совета Казахской ССР 11-го созыва и Комсомольского районного Совета депутатов. Являлся делегатом XIV, XV и XVI съездов компартии Казахстана, был членом Центрального комитета компартии Казахстанской ССР.
Умер 5 апреля 2011 года.

## Награды
За трудовые и боевые успехи удостоен:
- золотая звезда «Серп и Молот» (10.12.1973)
- три ордена Ленина (08.04.1971, 10.12.1973, 19.02.1981)
- Орден Трудового Красного Знамени (24.12.1976)
- Орден «Знак Почёта» (22.03.1966)
- другие медали.
- Заслуженный работник сельского хозяйства Казахской ССР.
- Отличник народного образования Казахстана.